# 曼德拉日
聯合國於2009年11月正式宣布，每年的7月18日（曼德拉的生日）為納爾遜·曼德拉國際日（或曼德拉日），並且於2010年7月18日舉行第一次聯合國曼德拉日。然而，其他團體於2009年7月18日己開始慶祝“曼德拉日”。